# شهرستان نانایسکی
شهرستان نانایسکی (به لاتین: Nanaysky District) یک شهرستان در روسیه است که در سرزمین خاباروفسک واقع شده‌است.